# Vindusara compositata
Vindusara compositata är en fjärilsart som beskrevs av Walker 1862. Vindusara compositata ingår i släktet Vindusara och familjen mätare. Inga underarter finns listade i Catalogue of Life.